# کسی سنگتراش
کسی سنگتراش یک ستاره است که در صورت فلکی سنگتراش قرار دارد.